# Natalija Sokolova (atletinja)
Natalija Dimitrijevna Kuličkova-Sokolova (rusko Наталья Дмитриевна Куличкова-Соколова), ruska atletinja, * 6. oktober 1949, Moskva, Sovjetska zveza.
Nastopila je na olimpijskih igrah leta 1976 ter osvojila bronasto medaljo v štafeti 4×400 m, v teku na 400 m se je uvrstila v polfinale. V štafeti 4x400 m je osvojila bronasto medaljo tudi na evropskem prvenstvu leta 1974. 